# Орден Заслуг Венгерской Народной Республики
Орден Заслуг Венгерской Народной Республики — высшая государственная награда Венгерской Народной Республики.

## История
В 1947 году к власти в Венгрии пришла Коммунистическая партия Венгрии, получившая большинство мест в Государственном собрании, которое в 1949 году приняло новую конституцию, и была провозглашена Венгерская Народная Республика. В соответствие с новым Основным законом были разработаны новые символы власти, а также видоизменены награды. Всё больше стали использоваться пятиконечные звёзды и красные знамёна, социалистическая символика. Так были изменены статут и внешний вид «старого» ордена Заслуг Венгерской Республики.
Новый орден предназначался для награждения за содействие и поддержку интересов Венгерской Народной Республики и за выдающиеся заслуги. Награждались венгерские граждане и граждане иностранных государств. 
Разделение на гражданские и военные классы были упразднены.
Первые награждения были приурочены к празднованию пятой годовщины окончания войны — 4 апреля 1950 года.

## Степени
Орден имел 5 степеней:
| Класс                           | 1 класс | 2 класс | 3 класс | 4 класс | 5 класс |
| Изображение                     |         |         |         |         |         |
| Орденская планка                |         |         |         |         |         |
| Количество награждённых орденом | 169     | 174     | 285     | 745     | 1691    |

и 3 степени медали ордена:
| Класс                   | Золото | Серебро | Бронза |
| Изображение             |        |         |        |
| Орденская планка        |        |         |        |
| Количество награждённых | 17659  | 5290    | 5992   |

## Описание
Инсигнии ордена состояли из двух компонентов:
- знака на орденской ленте, сложенной треугольником (для всех степеней);
- звезды ордена (для степеней с первой по четвёртую).

Знак ордена представлял из себя пятиконечную звезду красной эмали с золотыми сияющими штралами между лучей, состоящими из разновеликих двугранных заострённых лучиков. В центре звезды герб ВНР в цветных эмалях. Знак при помощи переходного кольца крепится к орденской ленте, сложенной треугольником. В зависимости от степени на ленту наложена миниатюра звезды ордена определённой величины.
Звезда ордена первой и второй степени позолоченная, третьей степени — посеребренная. Представляет собой пятиконечную звезду красной эмали наложенную на увеличенные штралы. В центре звезды герб ВНР в цветных эмалях. Звезда четвёртой степени — пятиконечная красной эмали без штралов, с гербом ВНР в центре в цветных эмалях.
| Класс     | 1 класс                                                                    | 2 класс                                                                    | 3 класс                                                                    | 4 класс                                                                    | 5 класс                                                                    |
| Звезда    | Позолоченная бронзовая диаметром 70 мм                                     | Позолоченная бронзовая диаметром 60 мм                                     | Посеребренная бронзовая диаметром 60 мм                                    | Бронзовая диаметром 60 мм                                                  | нет                                                                        |
| Знак      | Знак ордена 5 класса с миниатюрой звезды соответствующего класса на ленте. | Знак ордена 5 класса с миниатюрой звезды соответствующего класса на ленте. | Знак ордена 5 класса с миниатюрой звезды соответствующего класса на ленте. | Знак ордена 5 класса с миниатюрой звезды соответствующего класса на ленте. | Знак ордена 5 класса с миниатюрой звезды соответствующего класса на ленте. |
| Миниатюра | На ленте знака и орденской планке диаметром 25 мм                          | На ленте знака и орденской планке диаметром 20 мм                          | На ленте знака и орденской планке диаметром 20 мм                          | На ленте знака и орденской планке диаметром 18 мм                          | нет                                                                        |